# Нитауре
Ни́тауре (латыш. Nītaure; нем. Nitau) — крупное село в центральной части Латвии, в Аматском крае. Административный центр Нитаурской волости.

## География
Расположен на изгибе реки Мергупе, огибающей его с севера, на пересечении автодорог P3 и P32, в 32 км от краевой думы Аусмас («Ausmās»), в 80 км от Риги.

## История
Впервые упоминается под немецким названием Нитау в исторических документах 1563 года. В 1277 году магистр Ливонского ордена Вальтер фон Нортекенс основал крепость Нитау, которая просуществовала до XVII века. В 1820 года поместьем Нитау овладела графская семья Ферморов. Населённый пункт вокруг поместья начал формироваться во второй половине XIX века, когда владелец усадьбы начал выделять земельные участки крестьянам.
В 1845 году по указу Св. Синода в Нитау был открыт православный приход. Церковно-причтовый дом и деревянная церковь во имя Рождества Христова были построены здесь в 1849 году (хотя в более поздних ведомостях стал указываться 1845 год). К 1877 году обветшавшую деревянную церковь заменила кирпичная церковь. В 1891 году приход насчитывал 2325 человек (из них 31 лютеранина), при нем работала двухклассная школа на 77 мальчиков и 28 девочек, и три вспомогательных школы для 50 детей.
По сведениям переписи 1897 года, в Нитауре ежегодно проходило три ярмарки. В 1925 году Нитауре получило статус густонаселённого места (села).
В советское время населённый пункт был центром Нитаурского сельсовета Цесисского района; в селе располагался одноимённый совхоз. После расформирования района (2009) Нитауре входит в Аматский край.

## Население
- 1852: 1 124 человека, в том числе 555 мужчин и 569 женщин.
- 1897: 560 человек
- 1935: 325 человек
- 2011: 450 человек
- 2015: 485 человек

## Известные уроженцы
- Андрис Берзиньш, 8-й президент Латвии.
- граф Александр Стенбок-Фермор / Alexander Stenbock-Fermor (1902—1972) — писатель и борец времён Движения сопротивления.
- Теодор Тилинг (1842—1913) — психиатр.
- Агате Несауле (1938—2022) — писательница и филолог.